# 8 Korpus Kawalerii (ZSRR)

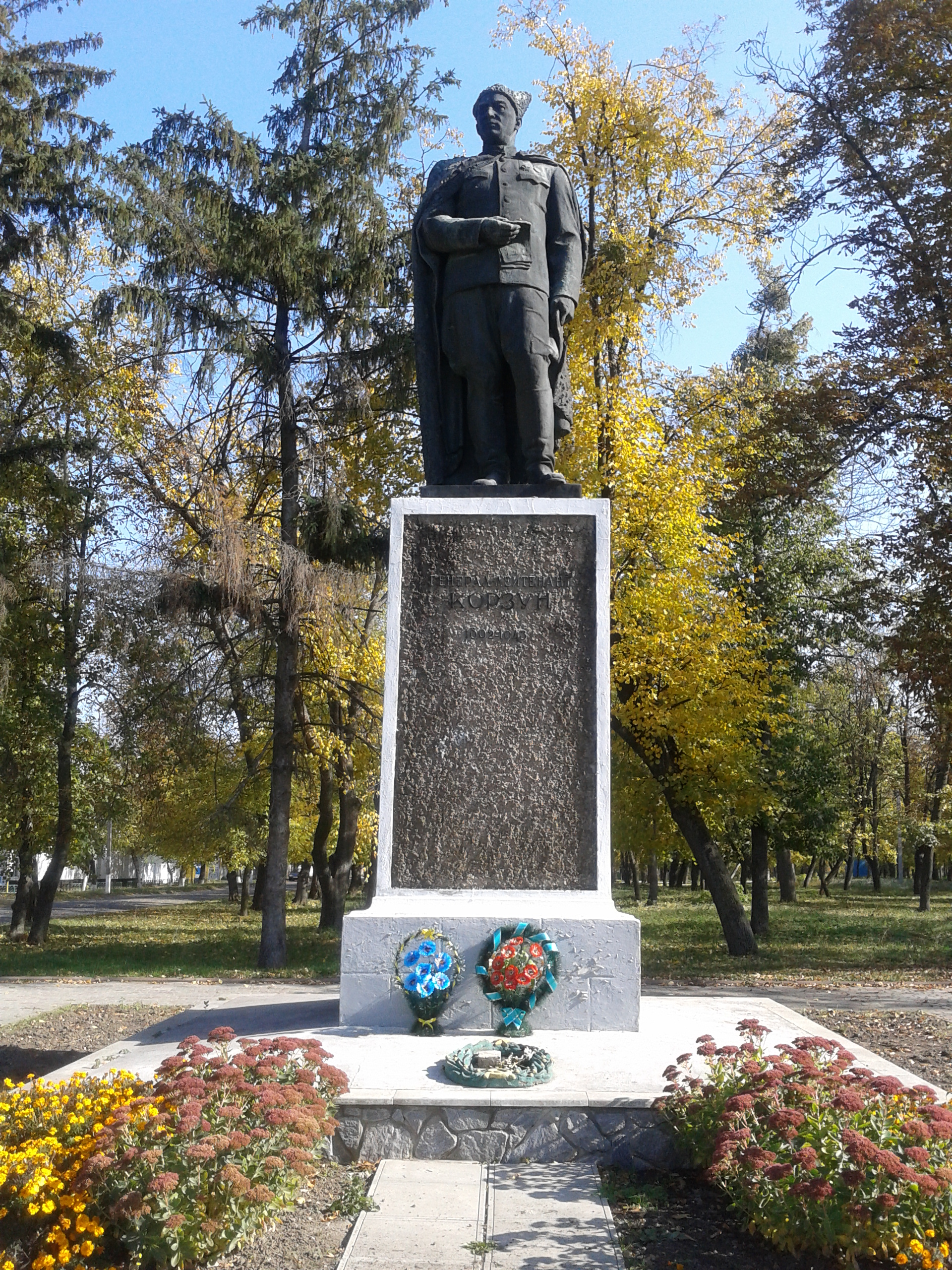
Pomnik gen. mjr Pawła Korzyna, pierwszego dowódcy 8 KKaw.

8 Korpus Kawalerii (ros. 8-й кавалерийский корпус) – oddział kawalerii Armii Czerwonej z okresu II Wojny światowej. 
8 Korpus Kawalerii (8 KKaw.) sformowany został 1 stycznia 1942. Brał udział w walkach przeciw armii niemieckiej na południe od Moskwy. Wchodził w skład 5 Armii Pancernej. Rozkazem z 14 lutego 1943 została przeformowany  
w 7 Gwardyjski Korpus Kawalerii.

## Dowództwo korpusu
Dowódcy:
- gen. mjr Paweł Korzun (15.01.1942 - 11.05.1942)
- gen. mjr Aleksiej Żadow 12.05.1942 - 27.05.1942
- płk Iwan Łuniew (28.05.1942 - 09.09.1942)
- gen. mjr Aleksiej Żadow (10.09.1942 - 16.10.1942)
- gen. mjr Stiepan Dudko (17.10.1942 - 26.10.1942)
- gen. mjr Michaił Borysow (17.10.1942 - 14.02.1943.

Szefowie sztabu:
- płk Grigorij Koblow[1].

## Struktura organizacyjna
Skład w czasie utworzenia:
- 21 Dywizja Kawalerii
- 52 Dywizja Kawalerii (do rozwiązania w marcu 1942)
- 55 Dywizja Kawalerii.

Skład latem 1942:
- 21 Dywizja Kawalerii
- 55 Dywizja Kawalerii
- 112 Dywizja Kawalerii[1].